# 第32SS義勇擲弾兵師団
第32SS義勇擲弾兵師団 1月30日（独: 32. SS-Freiwilligen-Grenadier-Division „30. Januar“）は武装親衛隊の師団である。
1945年1月12日、ソビエト赤軍第1白ロシア方面軍は、ヴァイクセル川沿いに防衛線を築いていたドイツA軍集団に対して攻勢を開始、A軍集団は圧倒的戦力差のために崩壊、1月31日までに赤軍はオーダー川東岸に達していた。この状況に際しドイツ軍は、投入可能な部隊をかき集め、オーダー川西岸へ配置、戦線の安定化を図った。
この危機に対し、親衛隊作戦本部は1月16日、クーアマルク演習場において第32SS義勇擲弾兵師団を編成、師団名称はアドルフ・ヒトラー内閣が成立した1933年1月30日にちなむ。
師団は武装親衛隊の最後の人的資源を用いたため、イスラム教徒、軍楽学校生徒、国民突撃隊なども含む雑多な部隊構成となったが、武装親衛隊最後の正規師団ともいえる編成であった。

## 編成
師団の編成は1944年、スロヴァキアにおける蜂起鎮圧のために配置されていた「第86SS義勇擲弾兵連隊(シル)」を基幹とし、「第87SS義勇擲弾兵連隊(クーアマルク)」は1945年1月25日よりクーアマルク訓練場に配置されていた教官や新兵、休暇者、訓練・交換大隊の兵員で構成されていた。
第88SS義勇擲弾兵連隊は、秩序警察や一部の警察部隊により編成された。
第32SS砲兵連隊は、1945年1月30日にクルマルクのSS訓練地区に配置され、主にプラハのSS砲兵訓練補充連隊の部隊によって編成された。
第32SS工兵大隊はシル連隊に属していた部隊とSS工兵学校の生徒によって編成され、他にはハンガリー人やルーマニア人で構成されていた。
第32SS対戦車猟兵大隊は、シル連隊の兵員と第16SS装甲擲弾兵師団の第16SS対戦車猟兵大隊の一部から編成され、III号突撃砲22両と10.5cm突撃榴弾砲429両が配備された。
第32SS対空砲大隊は、第550SS対空砲大隊や親衛隊作戦本部V.の対空砲兵等により編成された。

## 初陣
1945年2月初旬、師団、最初の部隊が編成されると直ちに第5SS山岳軍団の所属として戦線へ投入されたが、第5SS山岳軍団はすでに疲弊しきった状態であった。しかし第5SS山岳軍団は、ソビエト赤軍のオーダー川西岸橋頭堡（通称、楡屋敷）前面で赤軍の進撃を懸命に阻止していた。ソビエト橋頭堡の存在はドイツ軍にとって脅威と化していたため、その掃討は緊急を要しており、第32SS義勇擲弾兵師団などを中心として2月5日より反撃が開始された。作戦は初日にツィルテンドルフ、さらに27日にはフォーゲルザングの奪還に成功し戦線を安定させたが、橋頭堡の掃討には至らなかった。
2月中旬、師団の各部隊は編成を終了、橋頭堡付近の戦線に投入され防衛戦を行った。しかし2月末以降、橋頭堡のソビエト赤軍が増強され、3月2日、再びフォーゲルザングに侵入した。このため師団の第32SS戦車猟兵連隊を中心とした部隊が反撃したものの撃退され、3月末にも再度反撃を試みたがこれも撃退された。4月上旬、師団は第5SS山岳軍団の命令を受け、フランクフルト・アン・デア・オーダー要塞部隊の撤退路を確保するために「クラウス戦闘団」、「シェットレ戦闘団」の2個戦闘団を編成、装甲部隊の大半を派遣した。さらに4月12日、師団の配属が変更され、第5SS山岳軍団から第9軍所属第11SS戦車軍団の予備部隊になった。師団の大部分は東部戦線の北西後方に配置されたが、ここには主力となる装甲擲弾兵師団はなかった。
1945年4月16日、早朝3時、ソビエト赤軍がベルリンへ向けて大攻勢を開始した。師団の担当地区であるヴィーゼナウ南西では、ソビエト赤軍の突破を許さなかったものの、ギュルデンドルフの戦線が突破された。所属連隊からの救援で一度は戦線を押し戻したが、ソビエト赤軍の怒涛の攻撃に飲み込まれ最終的に戦線は崩壊した。翌日、ソビエト赤軍はオーダー・シュプレー運河を渡り、ラウテンクランツ（ジーディヒウム内の集落）方面に進出したが、師団はこれを運河まで押し戻した。しかしツィルテンドルフ北方で突破され、こちらでは撤退せざるをえなかった。18日、師団の一部はカイザーミュールへ撤退、4月21日までここを維持した。また師団は「フレンケン戦闘団」を編成して、18日にラウテンクランツ方面で反撃を加えたものの、撤退せざるをえなかった。さらに戦線後方では「クラウツ戦闘団」が、マルケンドルフの東より進出したソビエト赤軍と激戦を交わしていた。
1945年4月19日の時点で師団は、リヒテンベルク－マルケンドルフ、リーツェン、ラウテンクランツ北方で防衛線を展開していた。ところが師団の異動先である第11SS装甲軍団の戦線が危機的状況に陥ったため、2個戦闘団を引き抜いて北方に送ることとなった。そこで編成されたのが「シル戦闘団」、「クーアマルク戦闘団」であった。シル戦闘団はフュルステンヴァルデ方面へ派遣されたが、「クーアマルク戦闘団」はというと、交代部隊の未着のために20kmもの戦線に展開することになってしまった。これは1kmを20名で防衛することを意味していた。4月22日の時点で、シル戦闘団はノイ・ツィッタウ付近で防衛線を構築しており、クラウス戦闘団はケーニヒス・ヴスターハウゼンに向け撤退中であった。

## 包囲からの脱出
1945年4月22日の時点で、ドイツ第9軍とその所属軍団である第11SS装甲軍団、第5SS山岳軍団は、グーベン、ミュールローゼ、フュルステンヴァルデ、ケーニヒス・ヴスターハウゼンの約15km四方にあり、ソビエト第1白ロシア方面軍と第1ウクライナ方面軍によって包囲されていた。第32SS義勇擲弾兵師団の4個戦闘団もその中にあった。ベルリン市街戦開始後の4月23日、クーアマルク戦闘団はオーダー川で戦っていたが、その後、戦線が突破された。当初はベルリン方面へ撤退を試みたものの失敗に終わり、次いでオーダー・シュプレー運河沿いに撤退したが、事実上、壊滅した。
4月23日夕方、第9軍は後にハルベの戦いと呼ばれる撤退戦を開始、師団の残存部隊もこれに参加することとなった。師団の残存部隊は4月25日、シル戦闘団を中心にグレーベンドルフに集結、多数の避難民と共にシュトレーガンツの森林を激戦を交わしつつ撤退を行った。4月28日、ソビエト赤軍によって占領されていたヘルムスドルフ（ミュンヒェホーフェ内の集落）を奪回した。そこでハンス・ケンピンSS大佐はその後の指示を仰いだが回答を得られず、負傷兵を軍医と共にヘルムスドルフに残し、さらなる撤退戦を行うことになった。28日午後2時、第9軍は最後の作戦会議を開き、午後6時をもってハルベ方面へ突破を図り、ベーリッツで第12軍と合流することを決定した。
1945年4月28日午後6時、第9軍はハルベへ向け撤退を開始、激しい戦いが繰りひろげられた。ケンピン親衛隊大佐率いる師団残存部隊はツォッセン－バールート/マルク街道を越え、包囲網の北端を担当していたが、10日間に及ぶ死闘のためにすでに残存将兵は400名にまで減少、そのうえ疲弊しきっていた。しかしケンピン親衛隊大佐は「ここを脱出したいならば自らがんばるしかない」と叱咤し、西方へ向け撤退を続けた。5月1日、クラウス親衛隊大尉が率いる第32SS戦車猟兵大隊残存部隊がベーリッツへ到着、師団残存部隊を含む第9軍司令本部の将兵は最後の突撃を敢行、国家労働奉仕団の防衛線に到達し、脱出は成功した。さらに北方ではケンピン率いる師団残余も第12軍の防衛線に到達した。そのほかにもベアマン親衛隊中尉率いる少数の将兵が、第12軍所属のシャルンホルスト師団の警戒線に到着した。
2ヶ月前に編成された時点で師団に所属した将兵12,000名の内、エルベ川を渡ってアメリカ軍に降伏できたのはわずかに148名であった。

## 師団長
| 着任          | 離任          | 階級（当時）   | 氏名                       |
| ------------- | ------------- | -------------- | -------------------------- |
| 1945年1月30日 | 1945年2月5日  | 親衛隊大佐     | ヨハネス・ミューレンカンプ |
| 1945年2月5日  | 1945年2月17日 | 親衛隊大佐     | ヨアヒム・リヒター         |
| 1945年2月17日 | 1945年3月15日 | 親衛隊上級大佐 | アドルフ・アクス           |
| 1945年3月15日 | 1945年5月8日  | 親衛隊大佐     | ハンス・ケンピン           |

## 戦闘序列
- 第86SS義勇擲弾兵連隊 「シル」 (SS-Freiwilligen-Grenadier-Regiment 86 „Schill“)
- 第87SS義勇擲弾兵連隊 「クーアマルク」 (SS-Freiwilligen-Grenadier-Regiment 87 „Kurmark“)
- 第88SS義勇擲弾兵連隊 (SS-Freiwilligen-Grenadier-Regiment 88)
- 第32SS義勇砲兵連隊 (SS-Freiwilligen-Artillerie-Regiment 32)
- 第32SS対戦車猟兵大隊 (SS-Panzerjäger-Abteilung 32)
- 第32SS軽歩兵大隊 (SS-Füsilier-Bataillon 32)
- 第32SS対空砲大隊 (SS-Flak-Abteilung 32)
- 第32SS工兵大隊 (SS-Pionier-Bataillon 32)
- 第32SS通信大隊 (SS-Nachrichten-Abteilung 32)
- 第32SS野戦補充大隊 (SS-Feldersatz-Bataillon 32)